# Роменская (порода гусей)
Ро́менские гуси — порода домашних гусей, выведены в Сумской области в городе Ромны. Роменские гуси бывают с серым и рябым оперением. Птицы распространены на территории Украины. Масса гусаков — 5,5-6,5 килограммов, масса гусынь — 4,5-5,5 килограммов. Яйценоскость — 20-30 яиц в год. Масса яйца — 145—160 граммов. Гусыни хорошие наседки. Гуси очень жизнеспособны, с жирным и вкусным мясом.